# Aichi Television Broadcasting
Az Aichi Television Broadcasting Co., Ltd. (テレビ愛知株式会社; Hepburn: Terebi Aichi Kabushiki Gaisha), más néven TV Aichi vagy TVA nagojai székhelyű japán televízióadó, a TX Network tagja. A vállalatot 1982-ben alapították, a műsorszórást 1983. szeptember 1-jén kezdte meg.

## Műsorszórás

### Analóg
2011. július 24-én megszűnt az analóg sugárzás.
JOCI-TV
- Nagoja: 25. csatorna
- Tojohasi: 52. csatorna

### Digitális
JOCI-DTV
- Channel ID 10
- Nagoja: 23. csatorna
- Tojohasi: 26. csatorna

## Műsorai

### Animesorozatok
- Ace of Diamond
- Aikacu!
- Aquarion Logos
- Battle Spirits: Burning Soul
- Calimero
- Cardfight!! Vanguard G
- DD Fist of the North Star 2
- Dog of Flanders
- Duel Masters VSR
- Fairy Tail
- Free
- Furuszato szaiszei Nippon no mukasi banasi
- Future Card Buddyfight 100[1]
- Garo: Guren no cuki
- Gintama
- Heavy Object
- Hidan no Aria AA
- Itosi no Muco
- Jewelpet: Magical Change
- JuruJuri-szan hai
- Kami-szama minarai: Himicu no Cocotama
- Cui monogatari
- Narutó sippúden
- Nicsidzsó
- Oha szuta
- Oszomacu-szan
- Ovari no Seraph
- Pokémon no ie acumaru?
- Pokémon: XY
- PriPara
- Rakudai kisi no Chivalry
- Simadzsiro to kudzsira no uta!
- Slam Dunk
- Sin Ultraman recuden
- Usio to Tora
- Utavarerumono: Icuvari no kamen
- Yu-Gi-Oh! Arc-V
- Yu-Gi-Oh! Duel Monsters
- Yo-Kai Watch
- Yo-Kai Watch Twilight Zone: Zura!
- Valkyrie Drive: Mermaid

### Hírműsorok
- Cumbria kjúden
- Dojó Coliseum
- Gaia no joake

### Varieték
- Ajanokódzsi Kimimaro no dzsinszei hima cubusi
- Arihen szekai
- Bo no kjódzsin tacsi
- Boys and Men no Aicsi kisimen kazoku
- Csimata no hanasi
- Dansi gohan
- Dojó Special
- Drive Go!
- Goddotan
- Ie, cuite itte ii deszu ka?
- Joszo de ivan to itei
- Kaikecu Switch
- Kaiun! Nandemo kanteidan
- The Karaoke Battle
- Kirakira Afro TM
- Kódzsó e ikó!
- Kore kangaeta hito, tenszai dzsa ne!?
- Kuro Channel
- Little Tokyo Life
- Local roszen Bus noricugi no tabi
- Moja moja Summers 2
- News na Hello Work
- Nicsijó na mon de!
- Nicsijó Big Variety
- Nogizaka tte, foko?[2]
- Ponkocu & Summers
- Sucubocu! Ad-machick tengoku
- Sudzsi igamicu karusin rjódzso
- Szagu Q! A Trip
- Szekai naze szoko ni?
- Szore dame
- Szujó enta
- Takesi no Nippon no mikata!
- Tokió Live 22-dzsi
- Tokoro-szan no gakkó de va osiete kurenai szoko n tokoro!
- Vafúsú honke
- You va nani si ni Nippon e?

### Doramák
- Angel Eyes
- a-NN/a-NN Plus
- Countdown Japan
- Curibaka nissi
- Csó rjúha
- Haikjo no kjúdzsicu
- Kodoku no Gourmet
- Mokujó 8-dzsi no Concert
- Nine: 9-kai no dzsikan rjóko
- Szuijó Mistery 9